# Campeonato Mundial de Snooker de 1928
El Campeonato Mundial de Snooker de 1928 fue un torneo de snooker que se celebró en diferentes puntos de Inglaterra entre el 28 de diciembre de 1927 y el 17 de mayo de 1928. Aunque en el momento se conoció como Professional Championship of Snooker, ahora se considera que fue la segunda edición del Campeonato Mundial de Snooker. Joe Davis revalidó el título conseguido en la edición inaugural y se proclamó campeón por segunda vez.

## Resultados

### Camino hasta la final
Seis jugadores se disputaron la posibilidad de retar a Joe Davis, vigente campeón. Recalcado en negrita figura el ganador de cada partido:
|  | primera ronda (mejor de 23) | primera ronda (mejor de 23) |               |    | segunda ronda (mejor de 23) | segunda ronda (mejor de 23) |  |  | tercera ronda (mejor de 23) | tercera ronda (mejor de 23) |
|  |                             |                             |               |    |                             |                             |  |  |                             |                             |
|  |                             |                             |               |    |                             |                             |  |  |                             |                             |
|  |                             |                             |               |    |                             |                             |  |  |                             |                             |
|  |                             |                             |               |    |                             |                             |  |  |                             |                             |
|  |                             |                             |               |    |                             |                             |  |  |                             |                             |
|  |                             |                             |               |    |                             |                             |  |  |                             |                             |
|  | Fred Lawrence               | 12                          |               |    |                             |                             |  |  |                             |                             |
|  | Fred Lawrence               | 12                          |               |    |                             |                             |  |  |                             |                             |
|  |                             | Alec Mann                   | 11            |    |                             |                             |  |  |                             |                             |
|  | Alec Mann                   | Alec Mann                   | 11            | 14 |                             |                             |  |  |                             |                             |
|  | Alec Mann                   |                             |               | 14 |                             |                             |  |  |                             |                             |
|  | Albert Cope                 | 9                           |               |    |                             |                             |  |  |                             |                             |
|  | Albert Cope                 | 9                           | Fred Lawrence | 12 |                             |                             |  |  |                             |                             |
|  |                             |                             | Fred Lawrence | 12 |                             |                             |  |  |                             |                             |
|  |                             | Tom Newman                  | 7             |    |                             |                             |  |  |                             |                             |
|  |                             | Tom Newman                  | 7             |    |                             |                             |  |  |                             |                             |
|  |                             |                             |               |    |                             |                             |  |  |                             |                             |
|  |                             |                             |               |    |                             |                             |  |  |                             |                             |
|  | Tom Dennis                  | 5                           |               |    |                             |                             |  |  |                             |                             |
|  | Tom Dennis                  | 5                           |               |    |                             |                             |  |  |                             |                             |
|  |                             | Tom Newman                  | 12            |    |                             |                             |  |  |                             |                             |
|  | Tom Newman                  | Tom Newman                  | 12            | 12 |                             |                             |  |  |                             |                             |
|  | Tom Newman                  |                             |               | 12 |                             |                             |  |  |                             |                             |
|  | Fred Smith                  | 6                           |               |    |                             |                             |  |  |                             |                             |
|  | Fred Smith                  | 6                           |               |    |                             |                             |  |  |                             |                             |

### Final
La final se disputó al mejor de treinta y una mesas. Así discurrió:
| Al mejor de 31 mesas. Camkin's Hall (Birmingham), 14 y 17 de mayo. Árbitro: Fred Smith |           |           |       |       |               |               |               |               |
| Joe Davis                                                                              | Joe Davis | Joe Davis | 16-13 | 16-13 | Fred Lawrence | Fred Lawrence | Fred Lawrence | Fred Lawrence |
| Primer día: 6-2                                                                        |           |           |       |       |               |               |               |               |
| Mesa                                                                                   | 1         | 2         | 3     | 4     | 5             | 6             | 7             | 8             |
| Davis                                                                                  | 95        | 47        | 93    | 38    | 84            | 57            | 89            | 60            |
| Lawrence                                                                               | 38        | 54        | 28    | 81    | 59            | 46            | 20            | 43            |
| Segundo día: 3-5                                                                       |           |           |       |       |               |               |               |               |
| Mesa                                                                                   | 1         | 2         | 3     | 4     | 5             | 6             | 7             | 8             |
| Davis                                                                                  | 68        | 95        | 43    | 40    | 54            | 40            | 32            | 59            |
| Lawrence                                                                               | 42        | 29        | 69    | 63    | 51            | 44            | 73            | 66            |
| Tercer día: 5-3                                                                        |           |           |       |       |               |               |               |               |
| Mesa                                                                                   | 1         | 2         | 3     | 4     | 5             | 6             | 7             | 8             |
| Davis                                                                                  | 74        | 83        | 41    | 58    | 50            | 66            | 44            | 80            |
| Lawrence                                                                               | 65        | 20        | 74    | 45    | 78            | 55            | 71            | 23            |
| Cuarto día: 2-3                                                                        |           |           |       |       |               |               |               |               |
| Mesa                                                                                   | 1         | 2         | 3     | 4     | 5             | 6             | 7             | 8             |
| Davis                                                                                  | 41        | 38        | 54    | 40    | 64            | —             | —             | —             |
| Lawrence                                                                               | 68        | 69        | 43    | 74    | 56            | —             | —             | —             |
| Joe Davis revalida el título                                                           |           |           |       |       |               |               |               |               |